# Helgesta-Hyltinge distrikt
Helgesta-Hyltinge distrikt är ett distrikt i Flens kommun och Södermanlands län. 
Distriktet ligger öster om Flen. 

## Tidigare administrativ tillhörighet
Distriktet inrättades 2016 och utgörs av en del av området som Flens stad omfattade till 1971, delen som före 1965 utgjordes av socknarna Helgesta och Hyltinge.
Området motsvarar den omfattning Helgesta-Hyltinge församling hade 1999/2000 och fick 1995 när socknarnas församlingar slogs samman.